# Holzleiten (Gemeinde Würmla)
Holzleiten ist Ortsteil und Katastralgemeinde der Marktgemeinde Würmla in Niederösterreich.
Im franziszeischen Kataster ist der Ort noch mit wenigen bäuerlichen Anwesen verzeichnet. Seitdem wuchs der Ort rasant und hat auch viele Nebenwohnsitze.

## Geschichte
Laut Adressbuch von Österreich war im Jahr 1938 in Holzleiten ein Landwirt mit Ab-Hof-Verkauf ansässig.